# ノース・ポール国際車両基地

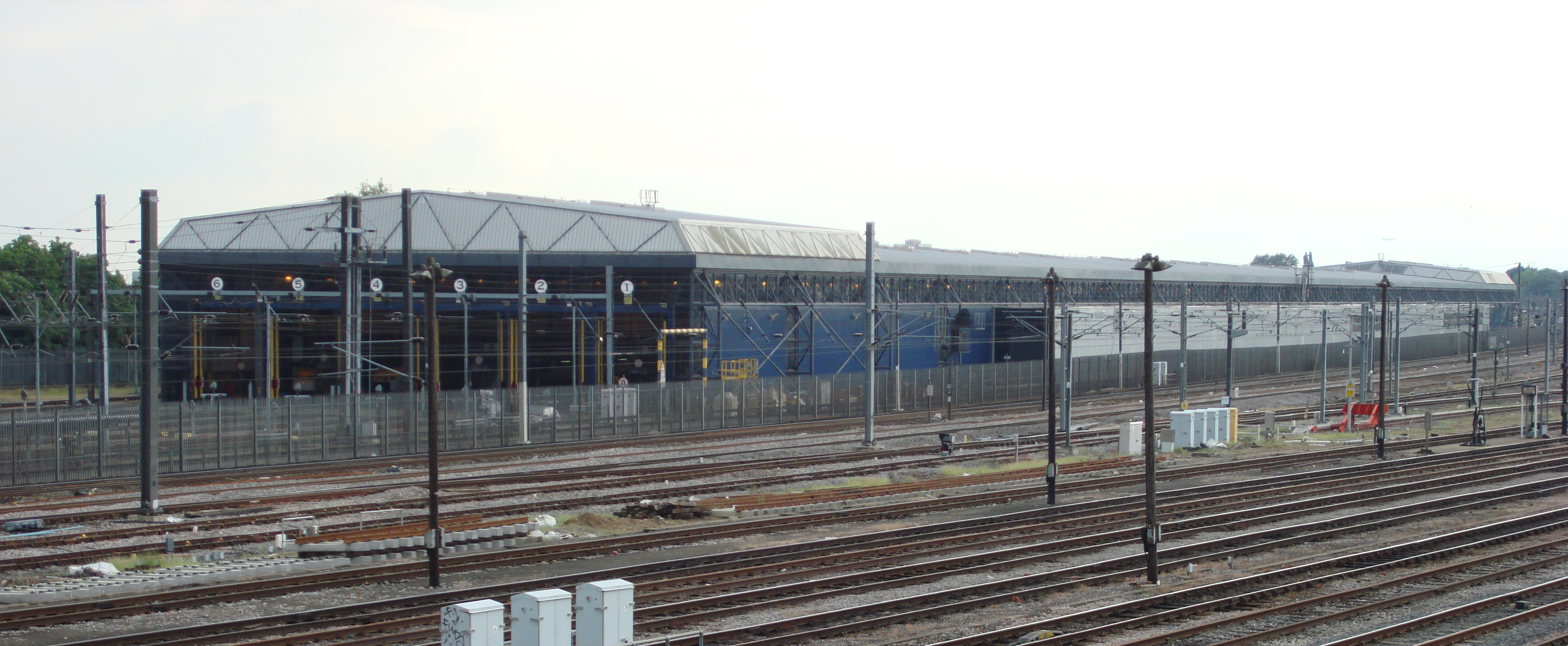
編成長400mに及ぶユーロスターを収容可能な検車庫（2007年）

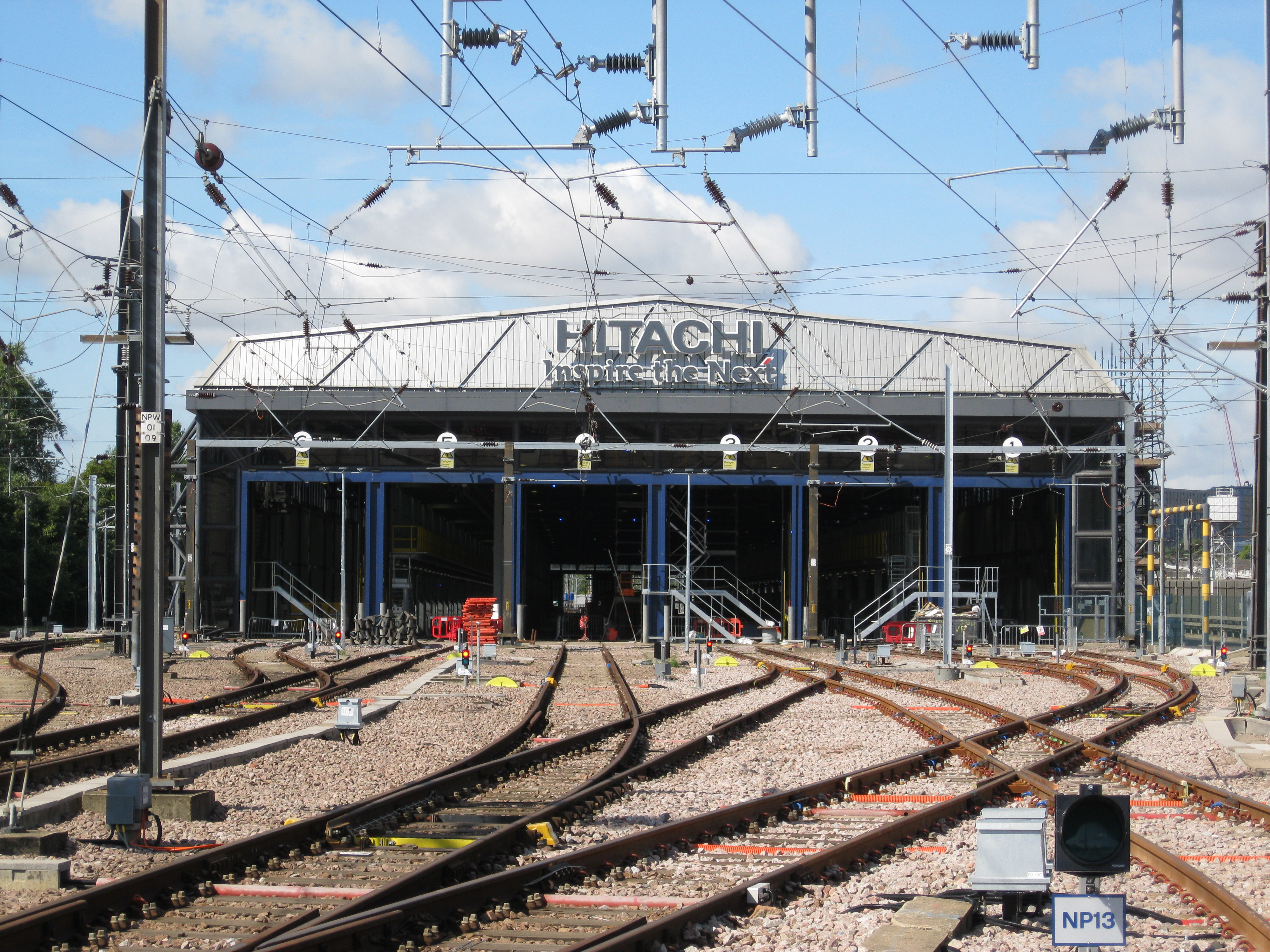
日立製作所のノースポール車両基地（2014年）

ノース・ポール国際車両基地（-こくさいしゃりょうきち、North Pole depot）は、イギリスのロンドン近郊にある車両基地である。
1994年にユーロスターの基地として開設され、2007年11月まで373形電車の保守管理・留置をしていた。2015年からは都市間高速鉄道計画向けの日立製作所製高速車両のノース・ポール車両基地として使用されている。

## 概要
グレート・ウェスタン本線のイーリング・ブロードウェイ駅 - パディントン駅間に隣接する場所に位置する。基地付近でグレート・ウェスタン本線と交差するウェストロンドン線の上下線から立体交差で車両基地まで線路が引かれており、ユーロスターは同線を経由して始発駅であるウォータールー駅まで回送されていた。車両基地の符号は「NP」。
2007年11月、イギリス国内の高速新線が開業したことで、ユーロスターのロンドンにおけるターミナルがウォータールー駅からセント・パンクラス駅に移動した。車両基地もストラトフォード駅に近いテンプル・ミルズに新しく作られたテンプル・ミルズ車両基地に移転したため、従来のこの車両基地は余剰なものとなった。
その後、都市間高速鉄道計画向けの日立製作所製高速車両の保守基地として使用されることとなり、2015年3月に完成した。